# Australian Botanical Liaison Officer
L'Australian Botanical Liaison Officer (ABLO; in italiano: "Ufficiale australiano botanico di collegamento") era un incarico distaccato assegnato per un periodo massimo di dodici mesi ad un botanico australiano (o comunque ad un esperto in flora dell'Australia) presso i Royal Botanic Gardens di Kew, a Londra.
La posizione fu creata nel 1937 e il primo ABLO fu Charles Gardner. 
Le spese di viaggio e sussistenza per l'incarico erano finanziate dal Governo australiano, mentre gli stipendi dell'incaricato continuavano ad essere pagati dalle rispettive istituzioni, che erano i datori di lavoro.
La posizione era pubblicizzata dall'Australian Biological Resources Study (ABRS), struttura appartenente al Department of the Environment and Heritage (Dipartimento dell'Ambiente e del Patrimonio) del governo australiano. 
La valutazione e la selezione dei candidati era effettuata dal Consiglio dei Direttori dell'Australian Herbaria (CHAH), che consigliava all'Australian Biological Resources Study Advisory Committee (ABRSAC) di raccomandare al ministro  di approvare la nomina.
Nel 2009, l'ABRS, CHAH e l'Advisory Committee effettuarono una revisione, che stabilì che non c'era più un forte bisogno della posizione di ABLO grazie ai progressi della tecnologia digitale, che ha dato accesso dettagliato ai dati di campioni d'erbario su internet; l'assegnazione della posizione fu pertanto interrotta.
Un sistema di assegni di ricerca sostituì il programma, che aveva lo scopo di finanziare tirocini all'estero come istituzioni botaniche diverse dai Kew Gardens.

## Lista degliAustralian Botanical Liaison Officers
- Charles Gardner (1937–1939)
- Cyril White (1939)
- Mary Tindale (1949–1951)
- Nancy Burbidge (1952–1954)
- Patrick Morris (1956–1957)
- James Willis (1958–1959)
- Hansjörg Eichler (1961–1962)
- Lawrence Alexander Sidney Johnson (1962–1963)
- Stanley Blake (1964–1965)
- Michael Lazarides (1965–1966)
- Arthur Court (1966–1967)
- Alexander Segger George (1967–1968)
- Donald McGillivray (1969–1970)
- John Carrick (1970–1971)
- Leslie Pedley (1971–1972)
- George Chippendale (1972–1973)
- Helen Aston (1973–1974)
- Donald Blaxell (1974–1975)
- Andrias Kanis (1975–1976)
- John Maconochie (1976–1977)
- Bruce Maslin (1977–1978)
- Rodney Henderson (1978–1979)
- Ahmad Munir (1979–1980)
- Ian Brooker (1980–1981)
- Michael Crisp (1981–1982)
- Rex Filson (1982–1983)
- Surrey Jacobs (1983–1984)
- Nicholas Lander (1984–1985)
- Clyde Dunlop (1985–1986)
- Gordon Guymer (1986–1987)
- Judith West (1987–1988)
- Karen Wilson (1988–1989)
- Terry Macfarlane (1989–1990)
- Gregory Leach (1990–1991)
- Philip Short (1991–1992)
- Peter Weston (1992–1993)
- L.W. Jessup (1993–1994)
- Barry Conn (1994–1995)
- Robert Makinson (1995–1996)
- Donald Foreman (1996–1997)
- Kenneth Hill (1997–1998)
- Alex Chapman (1998–1999)
- Robert Chinnock (1999–2000)
- Rodney Seppelt (2000–2001)
- Neville Marchant (2001–2002)
- P.D. Bostock (2001–2002)
- Roberta Cowan (2002–2003)
- A. Wilson (2003–2004)
- Alexander Segger George (2004–2005)
- Juliet Wege (2005–2006)
- Jenny Tonkin (2006–2007)
- Jeremy Bruhl (2007–2008)
- Tony Orchard (2008–2009)